# 紀元前275年
紀元前275年（きげんぜん275ねん）は、ローマ暦の年である。
当時は、「デンタトゥス と カウディヌスが共和政ローマ執政官に就任した年」として知られていた（もしくは、それほど使われてはいないが、ローマ建国紀元479年）。紀年法として西暦（キリスト紀元）がヨーロッパで広く普及した中世初期以降、この年は紀元前275年と表記されるのが一般的となった。

## 他の紀年法
- 干支 : 丙戌
- 日本
  - 皇紀386年
  - 孝霊天皇16年
- 中国
  - 周 - 赧王40年
  - 秦 - 昭襄王32年
  - 楚 - 頃襄王24年
  - 斉 - 襄王9年
  - 燕 - 恵王4年
  - 趙 - 恵文王24年
  - 魏 - 安釐王2年
  - 韓 - 釐王21年
- 朝鮮 :
- ベトナム :
- 仏滅紀元 : 272年
- ユダヤ暦 :

## できごと

### 共和政ローマ
- ピュロスがシチリアから撤退する時、マニウス・クリウス・デンタトゥス執政官指揮するローマ軍に自分が大いに数で優っている事に気がつく。延々と続いたベネウェントゥムの戦いの後、ローマの司令官で政治家のガイウス・ファブリキウス・ルスキヌスがピュロスと和平交渉をする。これはピュロスが、全てのイタリア領を喪失することになった、イタリア遠征の終了とエペイロス帰還を決断したあとだった。

### シチリア
- ピュロスのシチリアからの撤退に伴い、シラクサ軍と市民はヒエロン2世を軍の総指揮官として任命する。有力な市民であるレプティヌスの娘と結婚することにより、地位を強化した。

### シリア
- アンティオコス1世がガラティア人を撃退し、救済者（ソテル）と称される。

### ギリシア
- アンティオコス1世がアンティゴノス2世と同盟し、アンティゴノス2世がアンティオコスの異母姉妹フィラと結婚することにより、マケドニアの支配を強固にする。

### バビロニア
- この頃、アンティオコス1世がバビロンの市民にセレウキアへ移住するように命じ、その家屋を没収し、バビロニアは衰退する。

### 中国
- 秦の丞相の穣侯魏冄が魏に侵攻した。韓の暴鳶が魏を救援したが、魏冄に敗れて啓封に逃れた。魏は8つの城を割譲することで、講和を求めた。魏冄は再び魏に侵攻し、魏将の芒卯を破り、北宅に入った。秦軍はそのまま魏の首都の大梁を包囲した。魏が温を割譲して講和を求めたので、秦軍は大梁の包囲を解いた。

## 誕生
- クィントゥス・ファビウス・マクシムス、共和政ローマの政治家、将軍（+ 紀元前203年）
- ハミルカル・バルカ、カルタゴの将軍（+ 紀元前229年/228年頃）
- エラトステネス、ギリシャの学者